# Автошлях E6

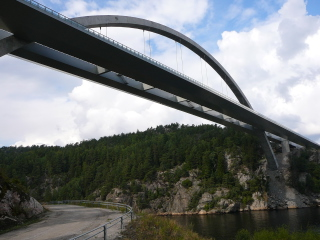
Свінесундський міст на кордоні Швеції та Норвегії на автошляху E6

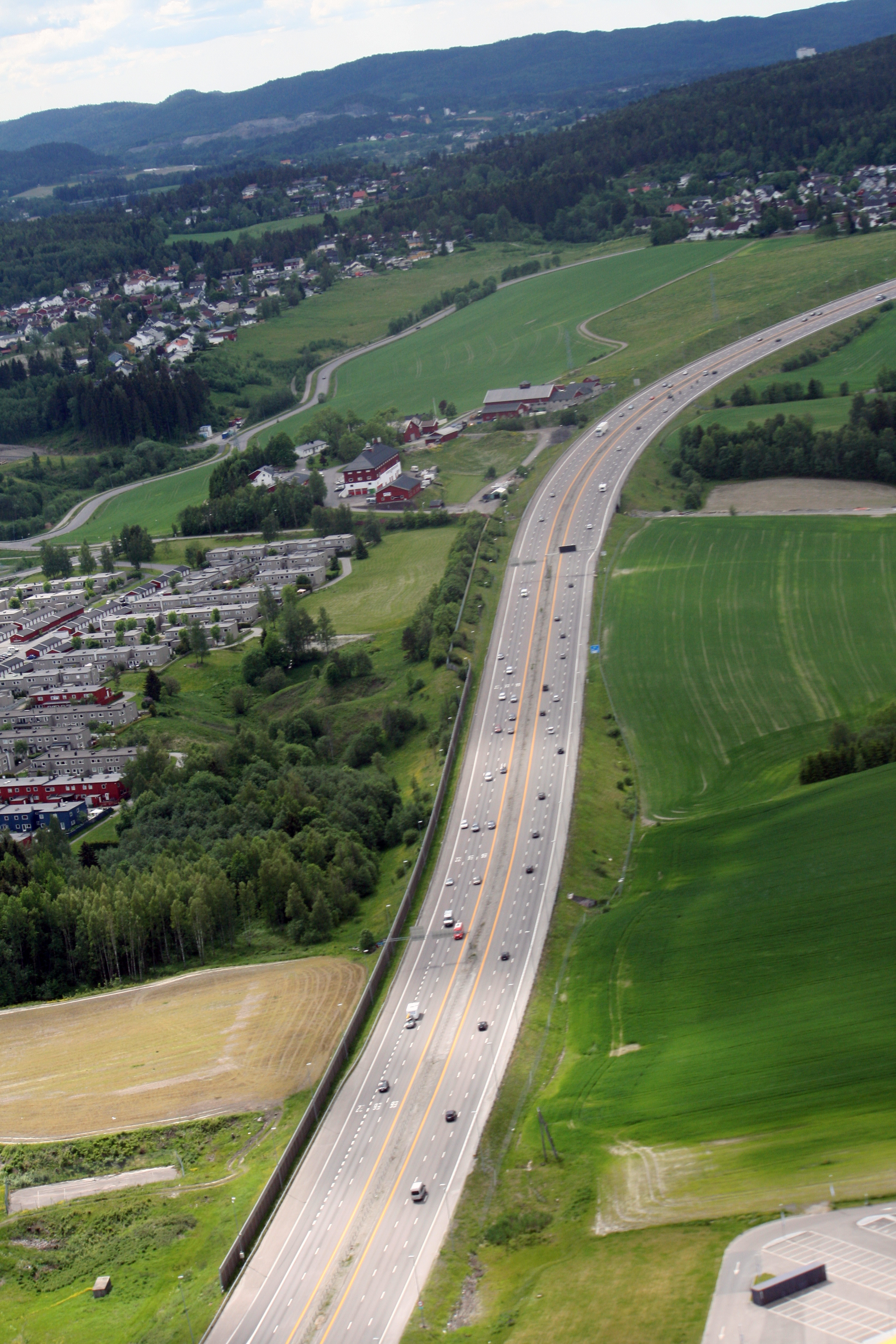
Автошлях E6

Європейський маршрут E6 — європейський автомобільний маршрут від Треллеборга (Швеція), на північ до Кіркенес (Норвегія). Шлях є основним транспортним маршрутом, який проходить через усю Норвегію та південно-західне узбережжя Швеції. Загальна протяжність транспортної артерії 3 088 км від найпівденнішої частини у шведському місті Треллеборг до найпівнічнішої точки в норвезькому Кіркенесі, неподалік від норвезько-російського кордону. Основна дорога Норвегії за Полярним колом.

## Маршрут автошляху
Шлях проходить через такі міста:
- Швеція: Треллеборг—Мальме—Гельсінборг—Гальмстад—Гетеборг—Свінесунд

- Норвегія: Галден—Сарпсборг—Мосс—Осло—Гардермуен—Гамар—Ліллегаммер—Довре—Оппдал—Мельгус—Тронгейм—Вердал—Стейнх'єр—Мун-і-Рана—Нарвік—Варангерботн—Кіркенес